# Stafettläkare
En stafettläkare eller hyrläkare är en läkare, oftast allmänläkare, som tillfälligt arbetar på en vårdcentral eller annan medicinsk enhet för att fylla vakanser som inte kunnat tillsättas med fast personal. Användning av stafettläkare inom primärvården är störst  i glesbygd och på sjukhusen i norr, sett till kostnad per invånare. Beteckningen syftar på att läkaren inte arbetar såpass länge att de hinner skapa någon relation till patienterna innan läkaren byter vårdenhet.
Distriktsläkarföreningen utförde 2003 en enkät bland sina medlemmar. Undersökningen visade att de flesta som valt att arbeta som stafettläkare hade gjort detta på grund av arbetsmiljön på den tjänst de lämnade. Ett stort antal läkare hade sagt upp sig från en fast tjänst på en mottagning.

## Kritik mot användning av stafettläkare
Användningen av stafettläkare har på senare tid kritiserats utifrån att den innebär en bristande vårdkontinuitet och därmed en försämrad patientsäkerhet . En utbredd användning av stafettläkare kan även innebära ett brott mot hälso- och sjukvårdslagen där rätten till en fast läkarkontakt finns lagstadgad . På grund av svårigheten att rekrytera fasta läkare erbjuds stafettläkaren ofta väsentligt högre ersättning vilket kan orsaka högre kostnader för landstingen än fast bemanning. Samtidigt slipper landstingen att betala ersättning för tjänstepension, försäkringar, semesterlön och semesterersättning. Fortbildning som är ett måste för varje praktiserande läkare, slipper man också att bekosta.